# O Rio do Desejo
O Rio do Desejo é um filme de drama brasileiro de 2023, dirigido por Sérgio Machado e escrito por ele, George Walker e Maria Camargo, baseado no conto “O Adeus do Comandante”, do amazonense Milton Hatoum. Estrelado por Daniel de Oliveira e Sophie Charlotte, o filme acompanha um comandante de barco que transporta um passageiro em uma longa e arriscada viagem pelo Rio Negro e o envolvimento de sua parceira com seus dois irmãos durante sua ausência. O elenco ainda é composto por Gabriel Leone e Rômulo Braga.

## Enredo
Ao se apaixonar pela bela e misteriosa Anaíra (Sophie Charlotte), Dalberto (Daniel de Oliveira) abandona seu trabalho na polícia e se torna comandante de um barco. O casal passa a viver na casa que Dalberto divide com os dois irmãos, às margens do Rio Negro, mas quando Dalberto é obrigado a se arriscar em uma longa viagem rio acima, desejos proibidos vêm à tona. Enquanto Dalmo (Rômulo Braga), o irmão mais velho, luta para controlar a atração que sente pela cunhada, Anaíra e Armando (Gabriel Leone), o caçula, se aproximam. A volta de Dalberto reúne, sob o mesmo teto, os três irmãos apaixonados pela mesma mulher.

## Elenco
- Sophie Charlotte como Anaíra
- Daniel de Oliveira como Dalberto
- Gabriel Leone como Armando
- Rômulo Braga como Dalmo
- Jorge Paz como Mamede
- Coco Chiarella

## Produção
O Rio do Desejo foi produzido pela TC Filmes, em parceria com a Gullane e a Spcine, e teve a participação da Canal Brasil e Mar Grande. A produção foi patrocinada pela Petrobras, com investimento do BNDES, e tem distribuição pela Gullane. Além disso, o filme recebeu apoio institucional da Ancine, investimento do Fundo Setorial do Audiovisual e patrocínio da Sabesp, por meio do Programa de Fomento ao Cinema Paulista do Governo do Estado de São Paulo, e ainda contou com fomento via ProAC LAB e apoio do Projeto Paradiso.
A produção do filme contou com o apoio das pessoas de Itacoatiara, cidade do Amazonas onde as filmagens foram realizadas. Ao todo, a produção permaneceu instalada na cidade por três meses, em 2019. Com isso, o elenco e a equipe de produção pôde absorver caracterísiticas da população local para trazer essa identidade para os personagens do filme.

## Lançamento
O Rio do Desejo teve exibições em festivais internacionais renomados, incluindo o Mons International Love Film Festival, na Bélgica, o Festival Internacional de Cinema de Punta del Este (Cinepunta), no Uruguai, e o Festival Tallinn Black Nights (PÖFF), na Estônia, onde foi premiado como Melhor Fotografia. Além disso, o filme recebeu aclamação crítica e entrou em negociação para participar de mais de 20 festivais em 2023. A distribuidora americana CMG adquiriu os direitos do filme para distribuição em países como Estados Unidos, Inglaterra, Itália, Japão e Coreia do Sul.
O lançamento comercial do filme contou com algumas sessões especiais de pré-estreia que reuniu integrantes da equipe. Numa quarta-feira, 22 de março de 2023, houve  uma pré-estreia para convidados do filme em Salvador, no Cine Metha Glauber Rocha, às 20h, com a presença de Sérgio Machado e Sophie Charlotte. No sábado, dia 25 de março, a sessão especial ocorrereu no Cine Passeio, em Curitiba, e contou com a presença de Sérgio e do escritor Milton Hatoum como convidados especiais.
A estreia comercial no Brasil ocorreu em 23 de março de 2023 pela Gullane Distribuidora.

## Recepção

### Resposta da crítica

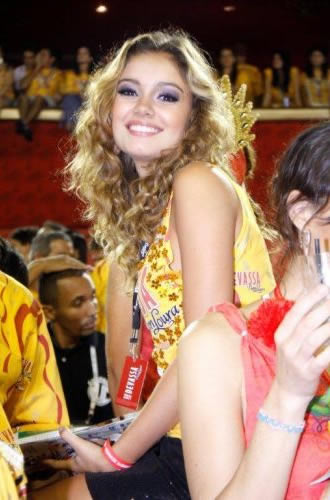
A performance de Sophie Charlotte (foto) foi bastante elogiada pela crítica.

O filme recebeu aclamação da crítica e pelos festivais que percorreu pelo mundo. Escrevendo para o website CinePOP, Raphael Camacho disse que os pontos de vista dos personagens em O Rio do Desejo criam recortes instigantes no quadrado amoroso estabelecido. A presença de Anaíra rompe os laços dos irmãos, e este é o estopim que navega durante todo o clímax do filme. O ciúme e o proibido tornam-se elementos constantes na trajetória de cada um deles. Dalberto se vê completamente perdido em seu descontrole, o irmão do meio embarca no desconhecido onde o perdão não é uma opção. Dalmo, o mais velho, encontra-se no cárcere do voyeurismo buscando a razão, estando próximo de seu desejo, mas mantendo distância da realidade dura que se apresenta à sua frente, preferindo o sofrimento. Armando representa a imaturidade misturada com a inocência do lado desbravador de um primeiro amor intenso. Anaíra, o ponto de interseção dessa história, se vê em enorme conflito, sentindo-se abandonada e aflorando seus desejos a cada novo pensamento de desilusão.
Escrevendo para o website Omelete, Giselle de Almeida o descreveu como um "drama belo e tenso sobre paixões". Para ela, o roteiro assinado por Machado, Hatoum, Maria Camargo e George Walker Torres, é notável pela precisão tanto nos diálogos quanto nos silêncios. Almeida também destacou a atuação do elenco. Ela ressalta que Sophie Charlotte constrói com delicadeza e encanto a personagem Anaíra, uma mulher decidida, impulsiva e divertida. A atriz é convincente em transmitir a intensidade e sinceridade do amor de Anaíra por Dalberto, mas também transmite de forma palpável o sentimento de sufocamento da personagem em seu ambiente, que anseia por liberdade. Completou dizendo que "Daniel de Oliveira, Gabriel Leone e Rômulo Braga também se destacam nos momentos mais sutis, de impulso e hesitação, e nos mais explosivos, quando a camaradagem dos irmãos vai se esfacelando diante do amontoado de pecados capitais cometidos - luxúria, cobiça, ira".
Já Pâmela Eurídice, do website Cine Set, definiu o filme como um "dramalhão amazônico pouco inspirado". Em suma, Eurídice disse que o filme é um melodrama com a estilizada paleta de cores capturada pelas lentes do renomado fotógrafo paraense Luiz Braga, que se tornou uma referência visual para retratar a Amazônia.

### Prêmios e indicações
| Ano  | Premiação                                          | Categoria                                          | Indicado                                                            | Resultado |
| ---- | -------------------------------------------------- | -------------------------------------------------- | ------------------------------------------------------------------- | --------- |
| 2022 | Festival Tallinn Black Nights                      | Melhor Fotografia                                  | Adrian Tejido                                                       | Venceu    |
| 2023 | Festival Internacional de Cinema de Punta del Este | Melhor Direção (Menção Honrosa)                    | Sérgio Machado                                                      | Venceu    |
| 2023 | Festival Internacional de Cinema de Punta del Este | Melhor Atriz (Menção Honrosa)                      | Sophie Charlotte                                                    | Venceu    |
| 2023 | Los Angeles Brazilian Film Festival                | Reconhecimento especial                            | Sérgio Machado                                                      | Venceu    |
| 2023 | Los Angeles Brazilian Film Festival                | Reconhecimento especial                            | Sophie Charlotte                                                    | Venceu    |
| 2023 | Los Angeles Brazilian Film Festival                | Melhor Ator                                        | Daniel de Oliveira                                                  | Venceu    |
| 2023 | Prêmio Platino                                     | Melhor Ator Coadjuvante de Filme                   | Gabriel Leone                                                       | Indicado  |
| 2024 | Festival Sesc Melhores Filmes                      | Melhor Filme Nacional                              | Sérgio Machado                                                      | Indicado  |
| 2024 | Festival Sesc Melhores Filmes                      | Melhor Atriz Nacional                              | Sophie Charlotte                                                    | Indicada  |
| 2024 | Festival Sesc Melhores Filmes                      | Melhor Ator Nacional                               | Daniel de Oliveira                                                  | Indicado  |
| 2024 | Festival Sesc Melhores Filmes                      | Melhor Ator Nacional                               | Gabriel Leone                                                       | Indicado  |
| 2024 | Festival Sesc Melhores Filmes                      | Melhor Ator Nacional                               | Rômulo Braga                                                        | Indicado  |
| 2024 | Festival Sesc Melhores Filmes                      | Melhor Direção Nacional                            | Sérgio Machado                                                      | Indicado  |
| 2024 | Festival Sesc Melhores Filmes                      | Melhor Roteiro                                     | Sérgio Machado, George Walker Torres, Maria Camargo e Milton Hatoum | Indicado  |
| 2024 | Festival Sesc Melhores Filmes                      | Melhor Fotografia                                  | Adrian Tejido                                                       | Indicado  |
| 2024 | Festival Sesc Melhores Filmes                      | Melhor Direção de Arte                             | Adrian Cooper                                                       | Indicado  |
| 2024 | Prêmio ABC de Cinematografia                       | Melhor Direção de Fotografia Longa-Metragem Ficção | Adrian Tejido                                                       | Venceu    |
| 2024 | Prêmio ABC de Cinematografia                       | Melhor Montagem Longa-Metragem Ficção              | Ricardo Farias, Marcelo Junqueira e Felipe Duarte Ferpa             | Venceu    |
| 2024 | Prêmio Grande Otelo                                | Melhor Roteiro Adaptado                            | Sérgio Machado, George Walker Torres, Maria Camargo e Milton Hatoum | Indicado  |
| 2024 | Prêmio Grande Otelo                                | Melhor Ator Coadjuvante                            | Gabriel Leone                                                       | Indicado  |
| 2024 | Prêmio Grande Otelo                                | Melhor Direção de Fotografia                       | Adrian Teijido                                                      | Venceu    |
| 2024 | Prêmio Grande Otelo                                | Melhor Direção de Arte                             | Adrian Cooper                                                       | Indicado  |
| 2024 | Prêmio Grande Otelo                                | Melhor Trilha Sonora                               | Beto Villares                                                       | Indicado  |